# Alfred Mann (Pädagoge)
Alfred Mann (* 13. Juni 1889 in Brieg; † 6. Juni 1937 in Breslau) war ein Erwachsenenpädagoge im Deutschen Reich in den 1920er und 1930er Jahren.

## Leben und Wirken
Mann wurde als Sohn des Lehrers Adolf Mann im schlesischen Brieg geboren. Er studierte in Breslau und Berlin Psychologie, Philosophie, Geschichte, Geographie und Religionswissenschaft. Er war Mitarbeiter des Psychologen William Stern in Breslau. Am Breslauer Psychologie-Institut schloss er 1914/1915 seine Dissertation mit dem Titel Zur Psychologie und Psychographie der Aufmerksamkeit erfolgreich ab. 1914 wird er zunächst Oberlehrer an der Realschule IV in Breslau. 1916 nahm er am I. Weltkrieg teil, aber wurde am 4. Oktober 1916 als dauerhaft untauglich für den Militärdienst eingestuft und wird wieder Lehrer in Breslau.
Er war Gründer und langjähriger Leiter der Volkshochschule Breslau (1919–1933) und baute diese Volkshochschule zu einer der führenden Einrichtungen der Weimarer Volksbildung aus. Im Kontext der Weimarer Erwachsenenbildung mit ihren verschiedenen Teilrichtungen war Mann kein Protagonist der sogenannten „Neuen Richtung“, sondern setzte schwerpunktmäßig auf die intensive, dialogische Erarbeitung von Wissensinhalten in kleinen Arbeitsgemeinschaften. Publizistisch war er aktiv und gab die Zeitschrift Blätter der Volkshochschule Breslau von 1922 bis 1932 heraus, die Fachartikel für Theorie und Praxis sowie Arbeitspläne der Volkshochschule Breslau enthielten.
Er setzte sich auch für die verbands- und gesellschaftspolitische Institutionalisierung, Finanzierung und Legitimation der Volkshochschulen ein. 1927 übernahm er neben der Leitung der Volkshochschule Breslau den Vorsitz im Reichsverband der Deutschen Volkshochschulen bis zu dessen Selbstauflösung unter nationalsozialistischem Druck im Jahr 1933. An der Formulierung der Prerower Formel war 1931 beteiligt und suchte so einen Ausgleich zwischen Alter Richtung und Neuer Richtung in der Erwachsenenbildung. Schließlich war Alfred Mann neben eigener Lehrtätigkeit in der Volkshochschulpraxis auch ein empirisch orientierter und publizistisch aktiver Theoretiker, der die eigene Arbeits- und Unterrichtspraxis auf ein theoretisches Fundament stellte und mit Unterrichtsprotokoll beobachten ließ und analysierte.
Die Nationalsozialisten zwangen Alfred Mann, wie auch viele andere Volkshochschulleitungen, 1933 zum Rücktritt von der Direktion der Volkshochschule und verboten ihm nach 1934 auch weitere publizistische Tätigkeiten. Am 6. Juni 1937 starb er in Breslau an einem Schlaganfall nach jahrelanger Zuckerkrankheit. Seiner jüdischen Frau Judith Mann-Loewy und den drei Kindern gelang noch die Flucht und Emigration nach Schweden. Sein Sohn Walther Mann (1924–1988) wurde später Geistlicher in Schweden und selbst publizistisch aktiv.

## Veröffentlichungen (Auswahl)
- Zur Psychologie und Psychographie der Aufmerksamkeit, in: Zeitschrift für angewandte Psychologie und psychologische Sammelforschung, 9, 1915, 391–479.
- Aufzeichnungen des Verlaufs von Volkshochschulstunden, in: Blätter der Volkshochschule Breslau, 2(9), 1924, 41–56.
- Bemerkungen über die Einstellung der Volkshochschüler auf den Volkshochschulunterricht, in: Blätter der Volkshochschule Breslau, 6(9–11), 1927, 129–141.
- Die Volkshochschule Breslau – eine industriestädtische Abendvolkshochschule, in: Blätter der Volkshochschule Breslau 6 (13–16), 1927, 194–200.
- Denkendes Volk – Volkhaftes Denken. Grundsteine zum Bau der deutschen Volkshochschule. Frankfurt am Main, Neuer Frankfurter Verlag, 1928.
- mit Heinrich Becker, G. A. Narciß, Rudolf Mirbt (Hrsg.): Handwörterbuch des deutschen Volksbildungswesens (S. 119–138). Breslau: Neuer Breslauer Verlag, 1932.
- Psychologisch richtig werben. Berlin-Tempelhof: Hans Bott Verlag, 1934.